# コラディア
コラディア（Coradia）はアルストムグループのアルストム・トランスポール社が展開する動力分散方式の車両（電車・気動車）のブランドである。

## 概要
電車・気動車の標準規格として登場。車両によっては低床車両にも対応している。

## コラディアA TER
コラディアA TER（Coradia A TER）は、ドイツ鉄道とフランス国鉄の協力の一環で、ドイツのリンケ＝ホフマンと合同で1996年に開発した単行気動車。
フランス国鉄やドイツ鉄道に納入された他、2000年から2005年までルクセンブルク国鉄でも2100形として使用されていたが、2005年にフランス国鉄に売却されX73500形に編入された。

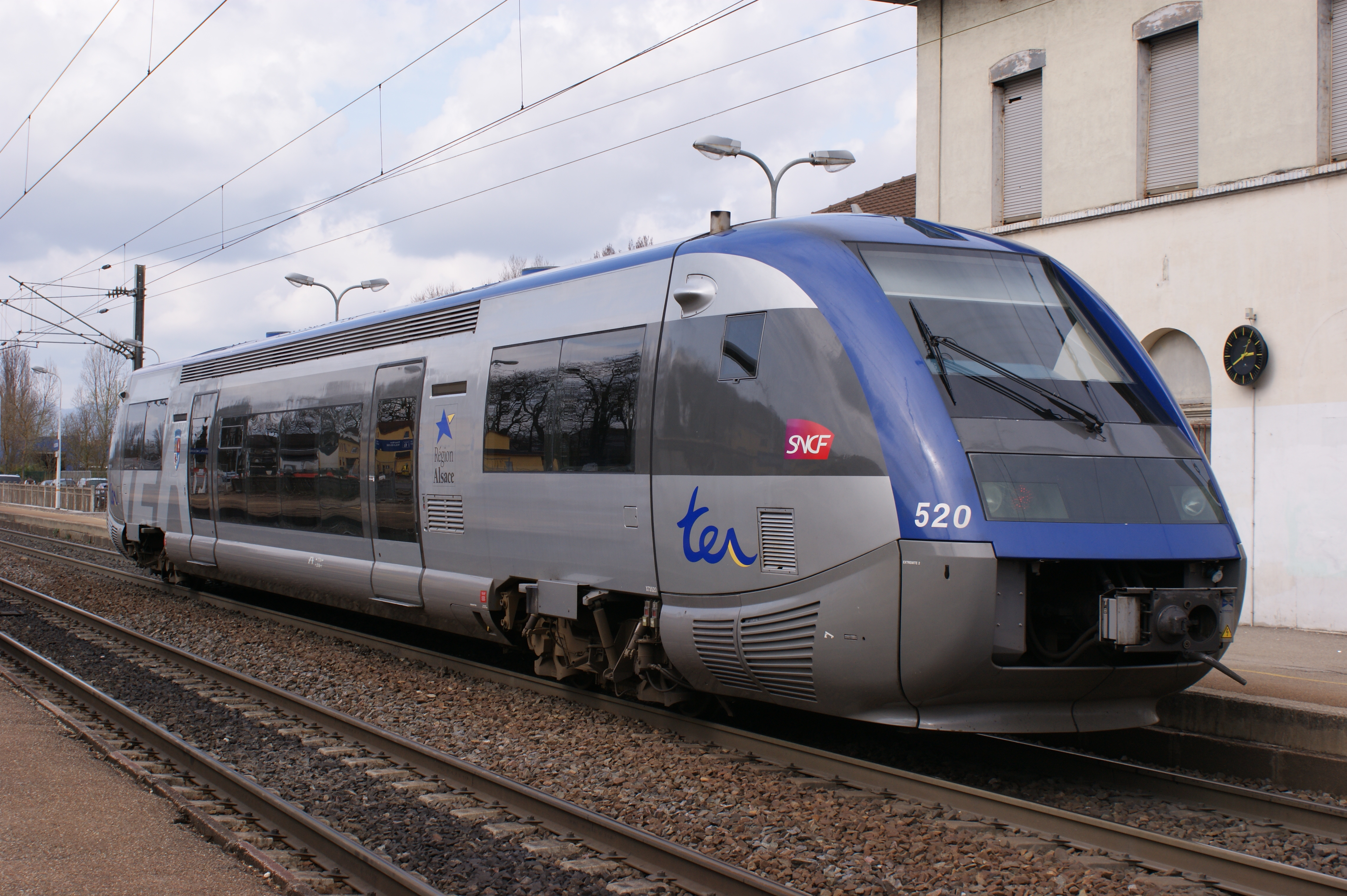
フランス国鉄X73500形気動車
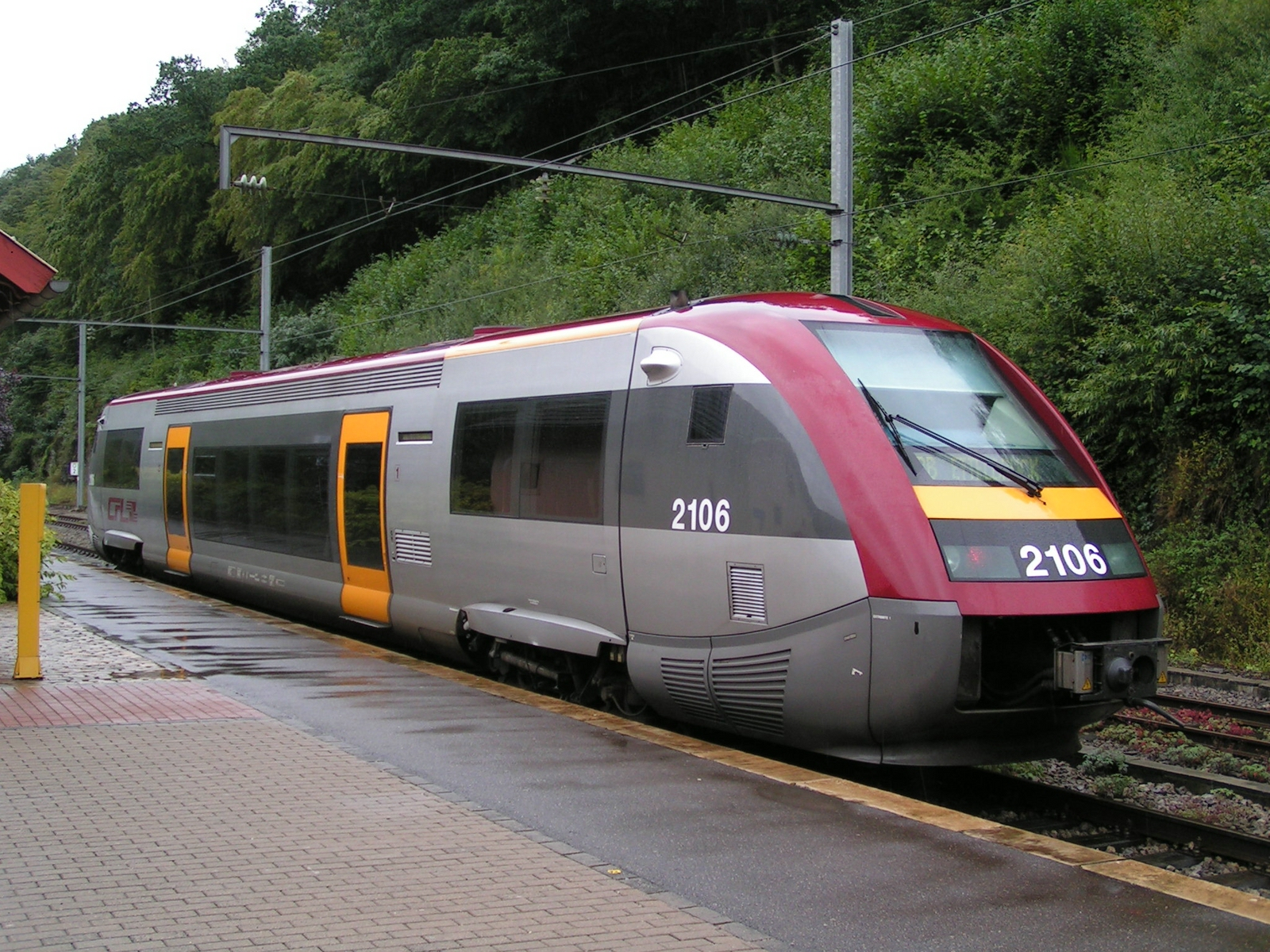
ルクセンブルク国鉄2100形気動車
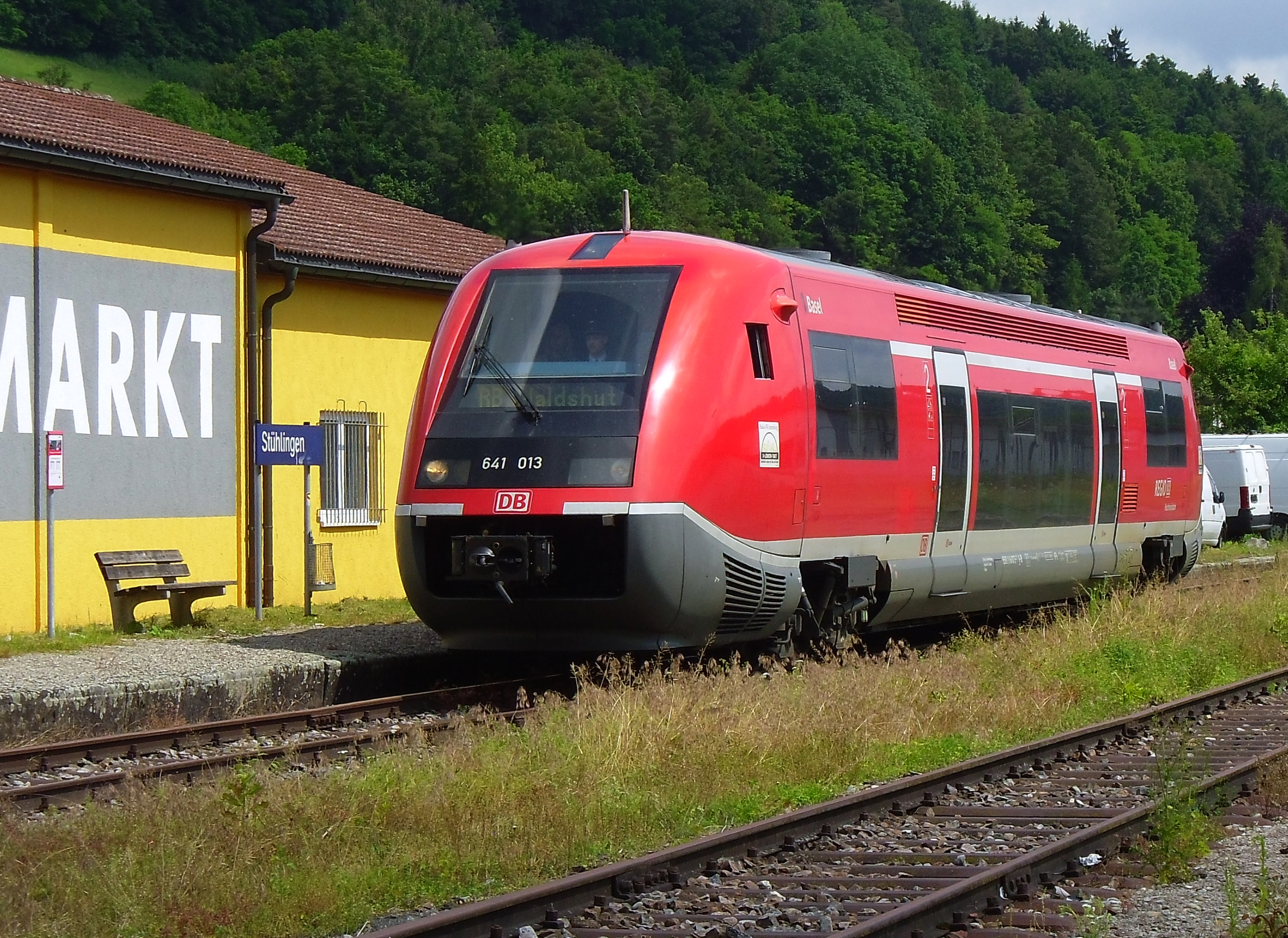
ドイツ国鉄641形気動車

## コラディア1000
コラディア1000（Coradia 1000）は、イギリス向けの高速気動車。ウェールズで運用される最高速度160km/hの175形と、最高速度200km/hの高速列車用に180形が導入されている。

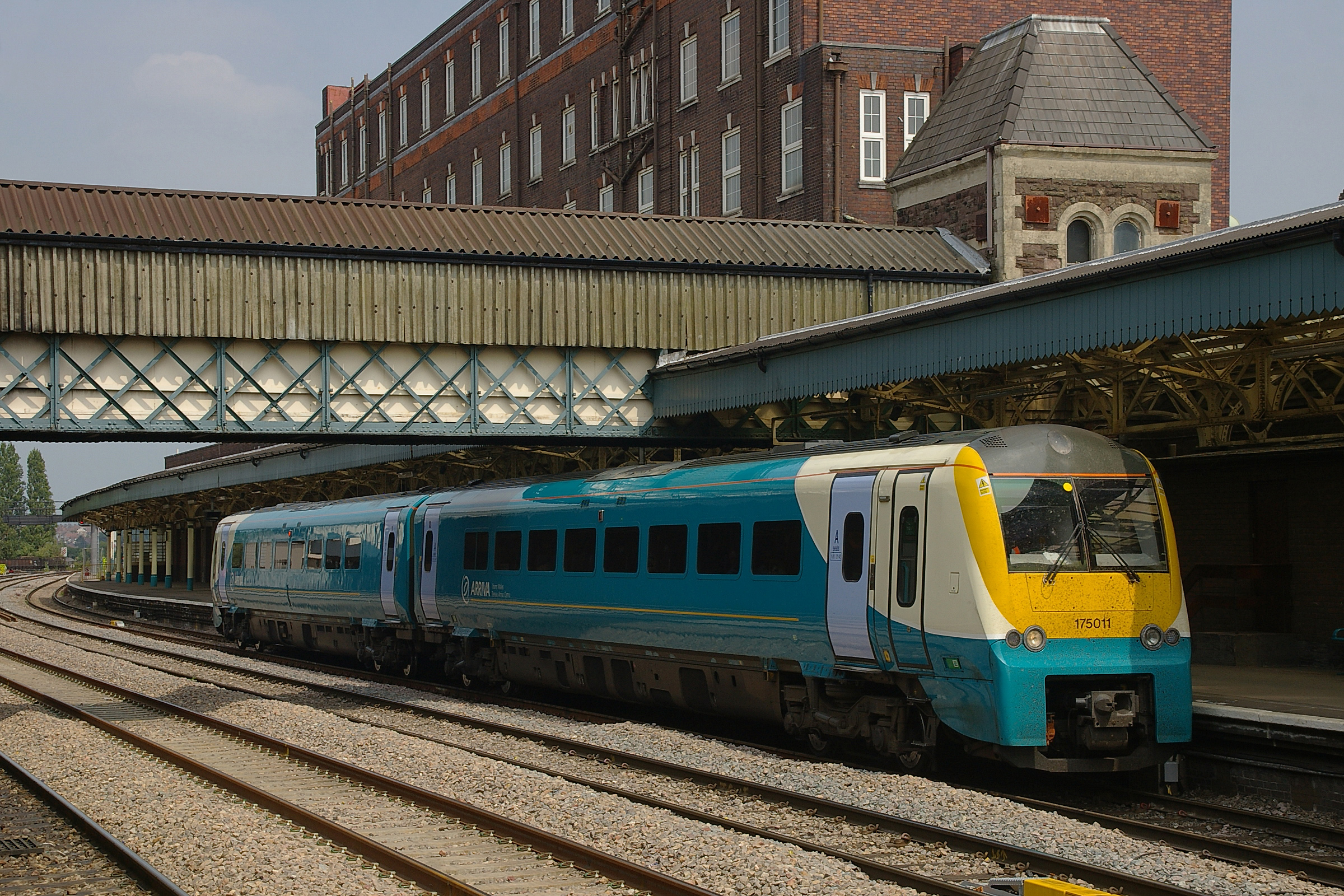
175形
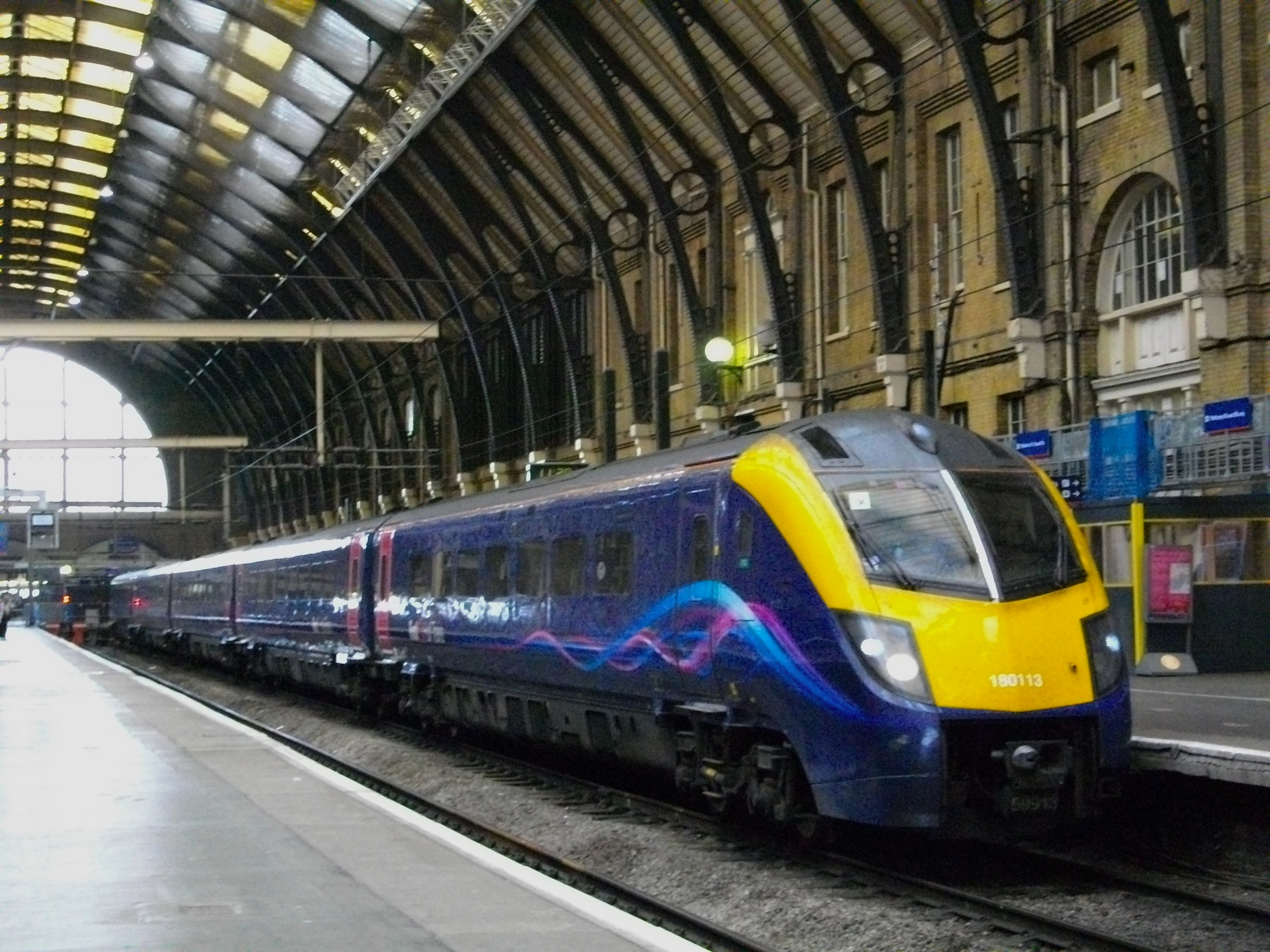
180形「アデランテ」

## コラディア・ジュニパー
コラディア・ジュニパー（Coradia Juniper）は、イギリス向けの近郊用電車。架線区間のほか第三軌条にも対応している。
334形、458形が導入されている他、2012年までガトウィック・エクスプレス向けの460形が運行されていたが、現在は改造の上458形に編入されている。

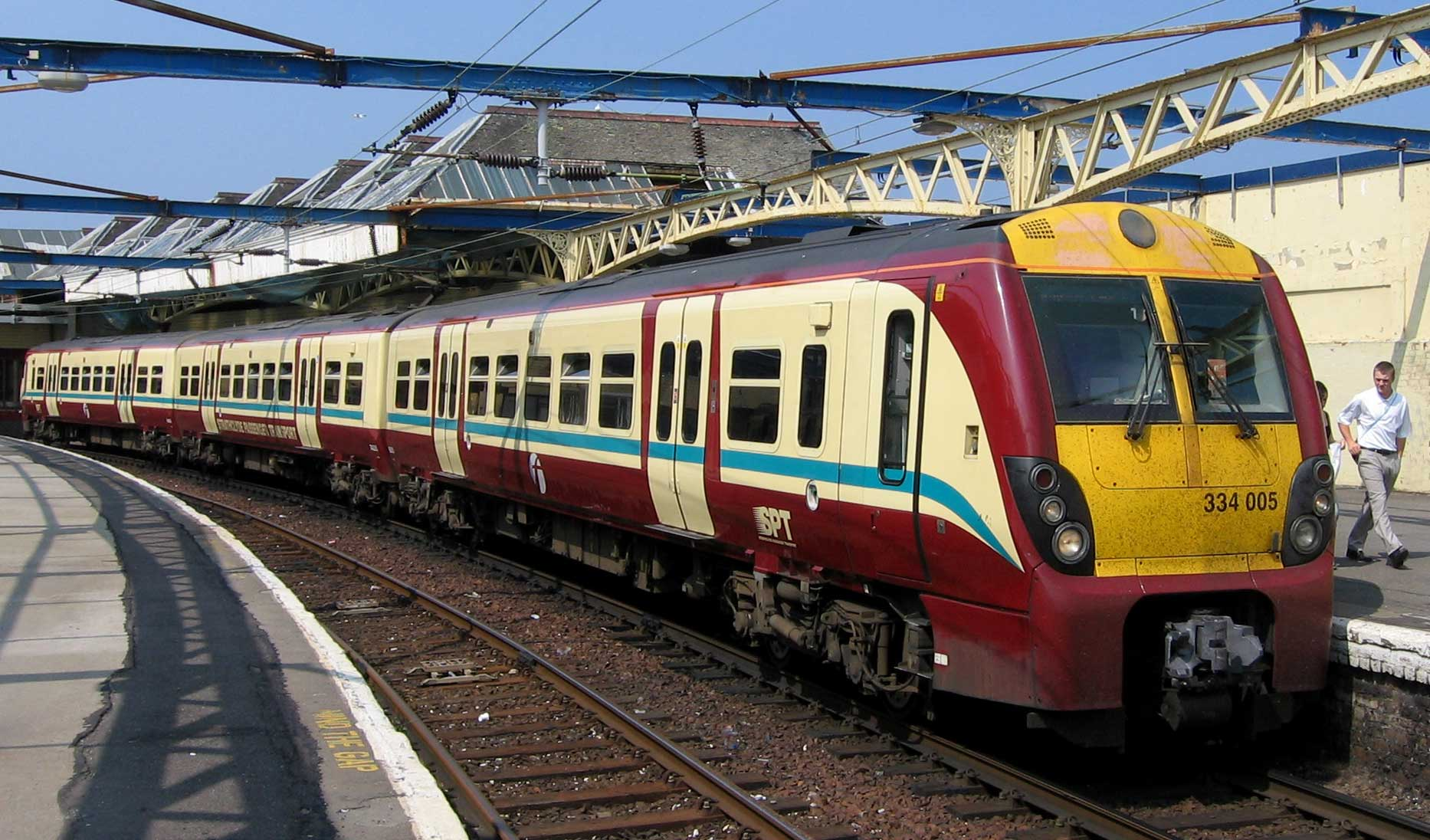
334形
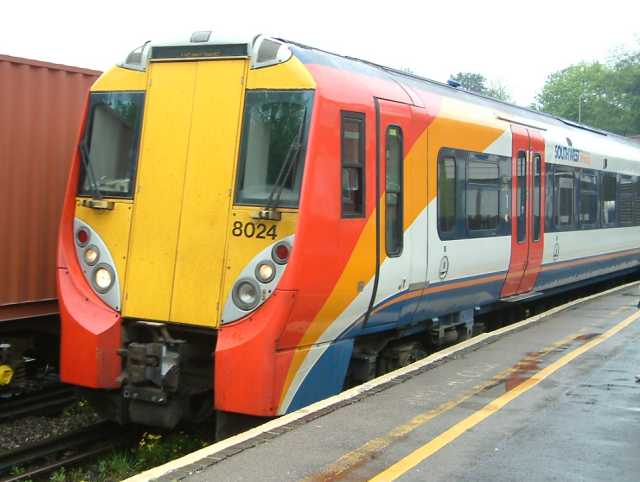
登場時の458形
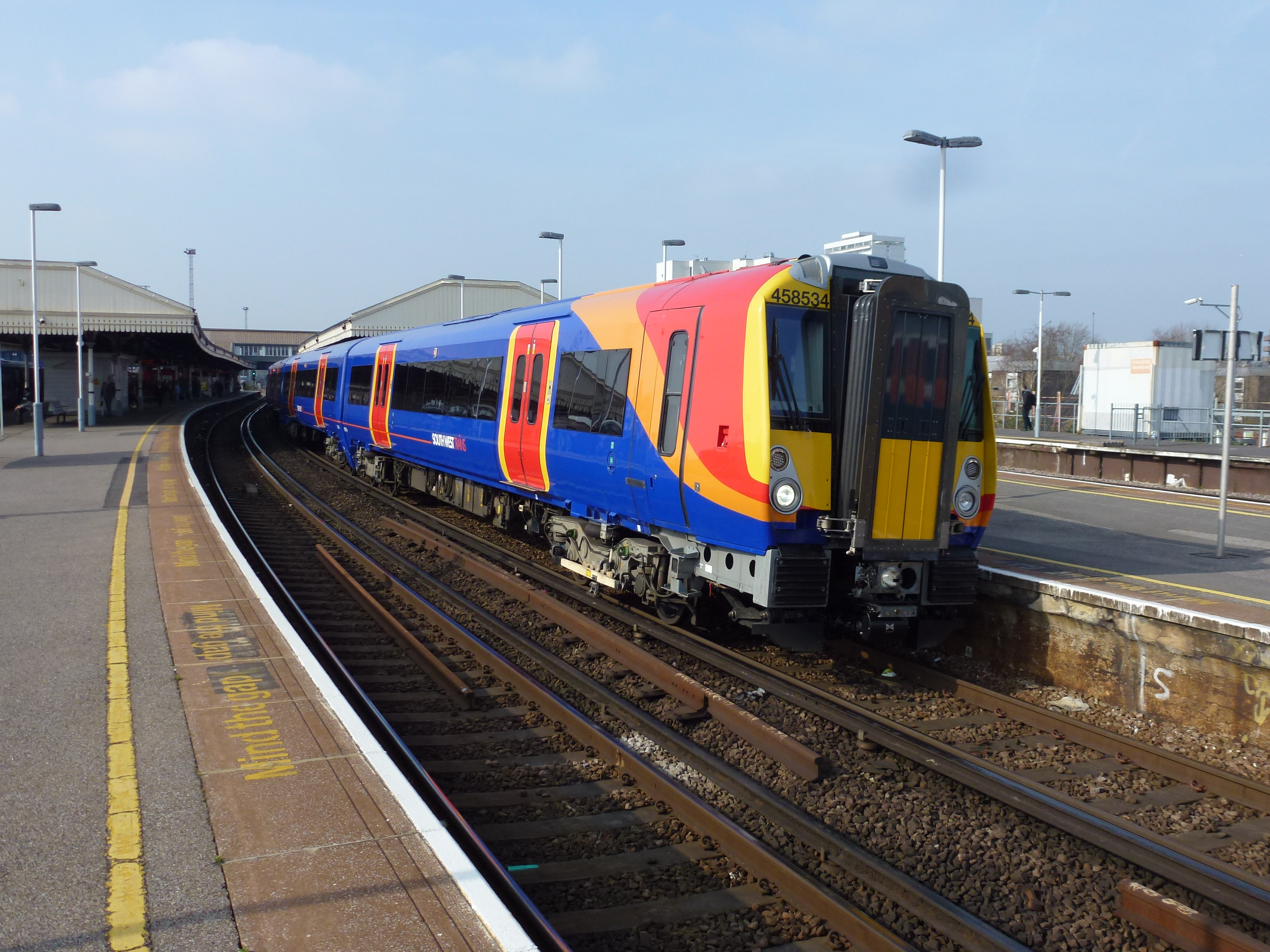
458形
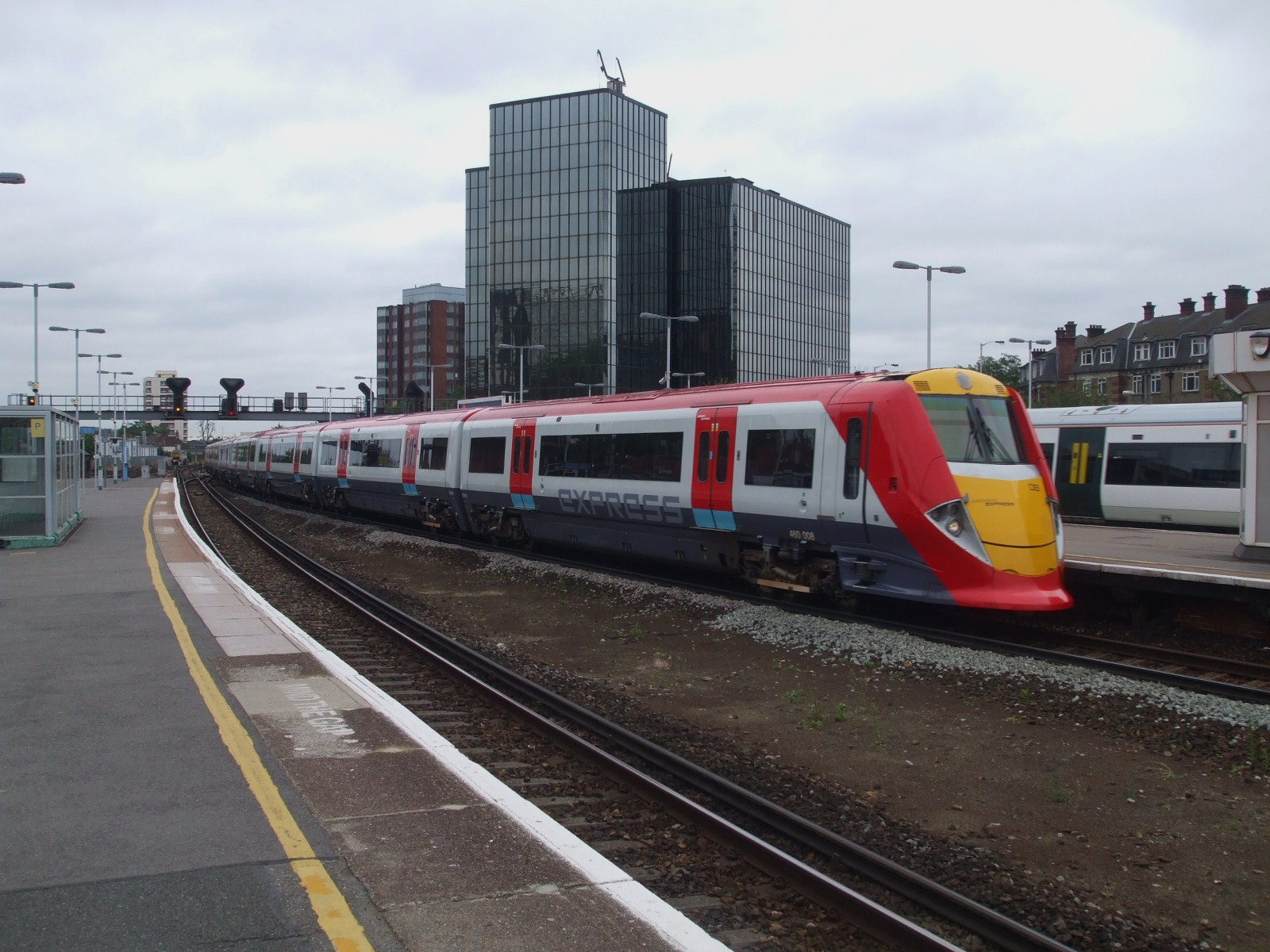
460形

## コラディア・ストリームおよびコラディア・マクス
コラディア・ストリーム（Coradia Stream）はヨーロッパ向けの低床型電車で、2021年現在、オランダでインターシティ次世代列車（Intercity Next Generation）が、イタリアでETR103形および104形普通列車が運用されている。ルクセンブルク国鉄は2018年12月に二階建て電車を既に注文して、車両は2021年12月より供給される予定である。二階建て電車の商品名は最初にコラディア・ストリームHCであったが、2024年以降コラディア・マクス（Coradia Max）に変更された。

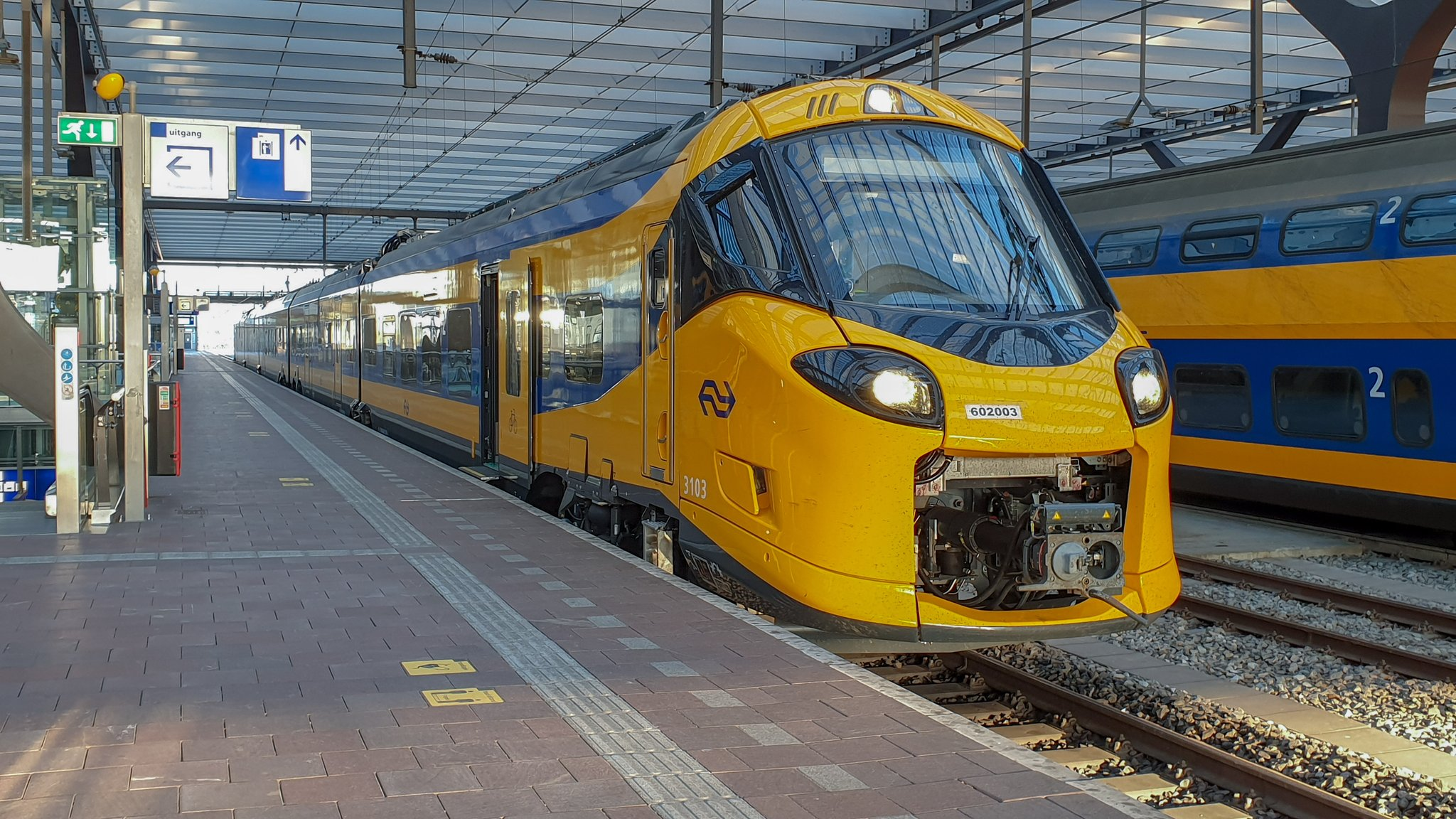
ローテルダム中央駅で停車するオランダ優等列車
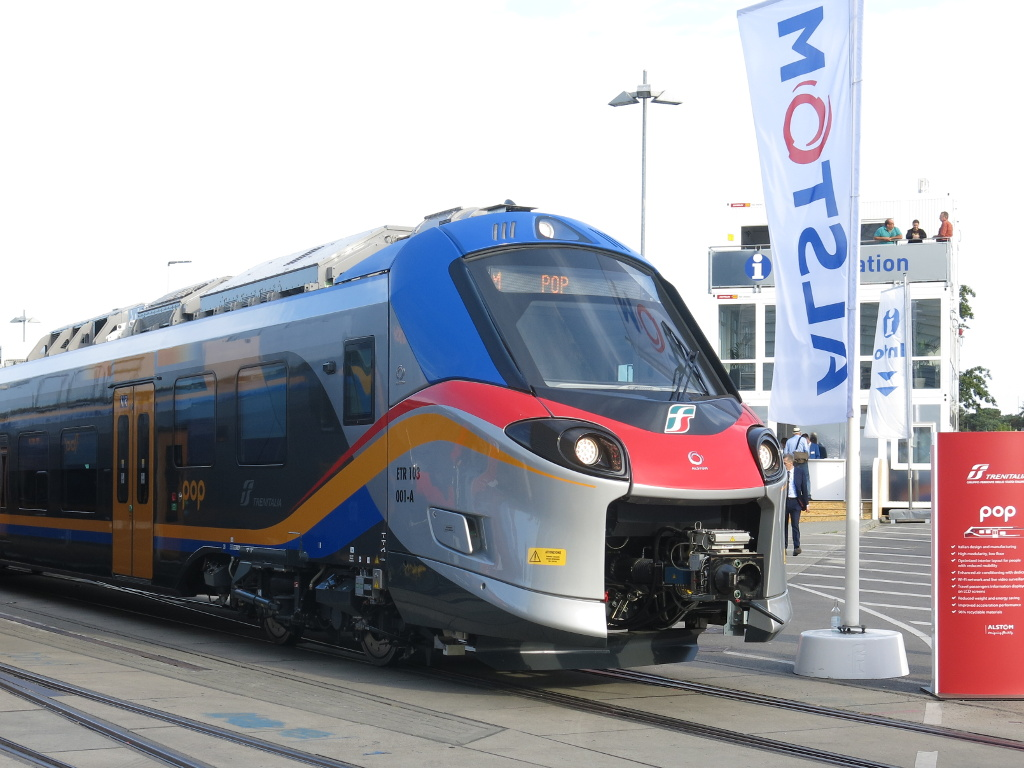
イタリア鉄道所属のPOP列車（2018年イノトランス）
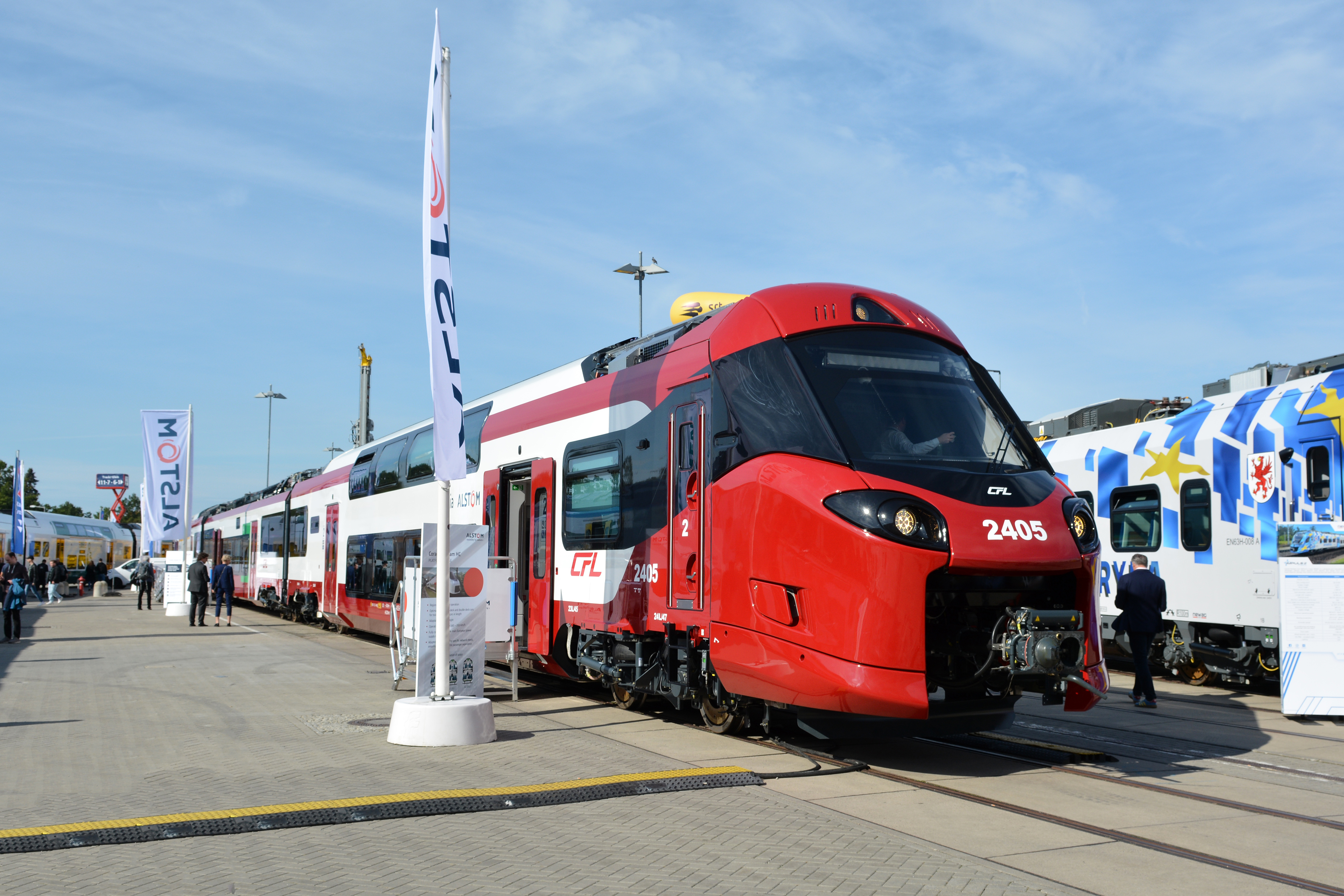
ルクセンブルク国鉄2400形電車（2022年イノトランス）

## コラディア・デュプレックス
コラディア・デュプレックス（Coradia Duplex）は、2004年から製造された2階建て車両。最高速度は130km/h～200km/hに設定可能で、最大5両編成、着席定員576人まで対応する事ができる。
フランス国鉄（SNCF）、ルクセンブルク国鉄（CFL）の他に、スウェーデン鉄道（SJ AB）向けにX40形電車として納入されている。

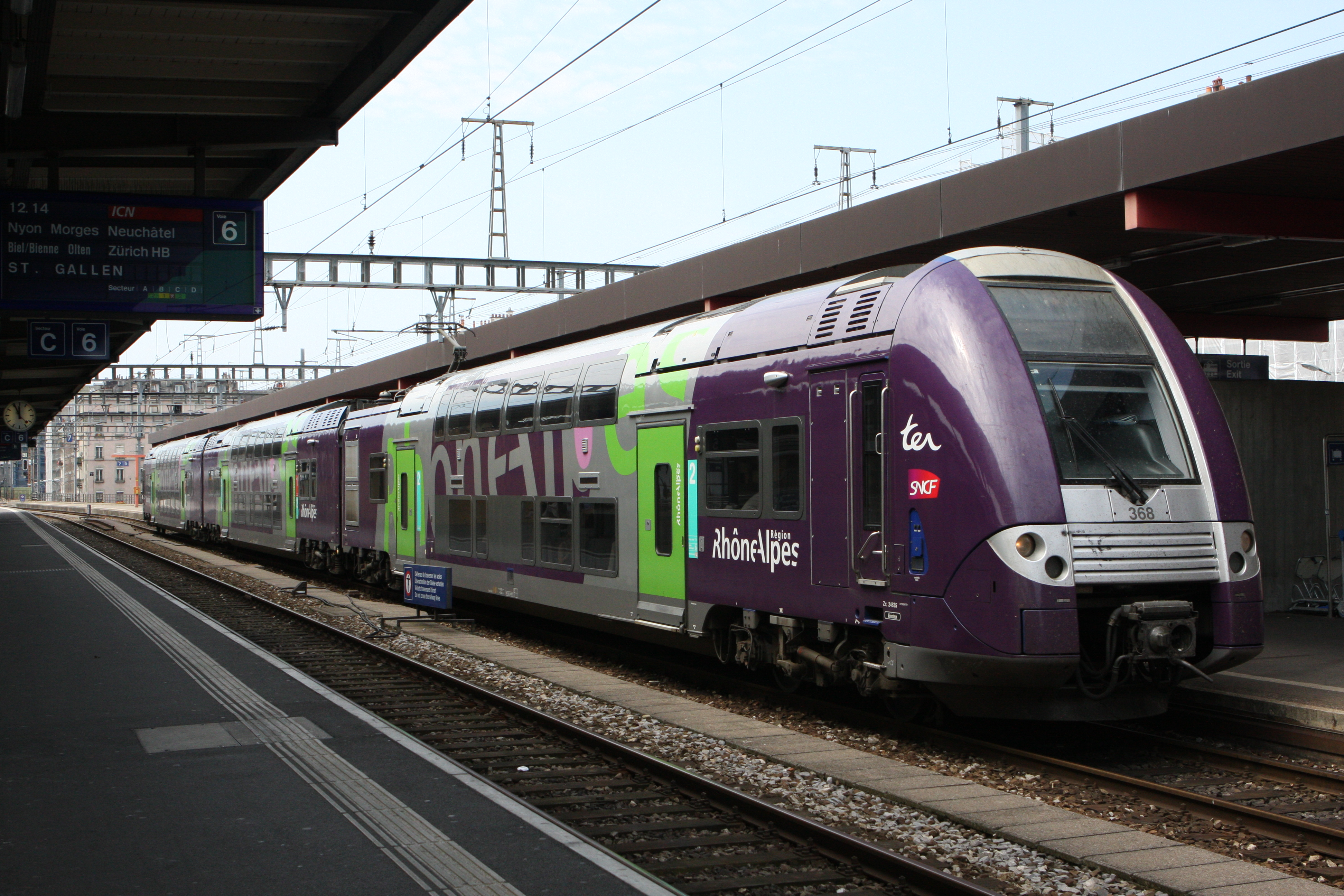
フランス国鉄Z24500形電車
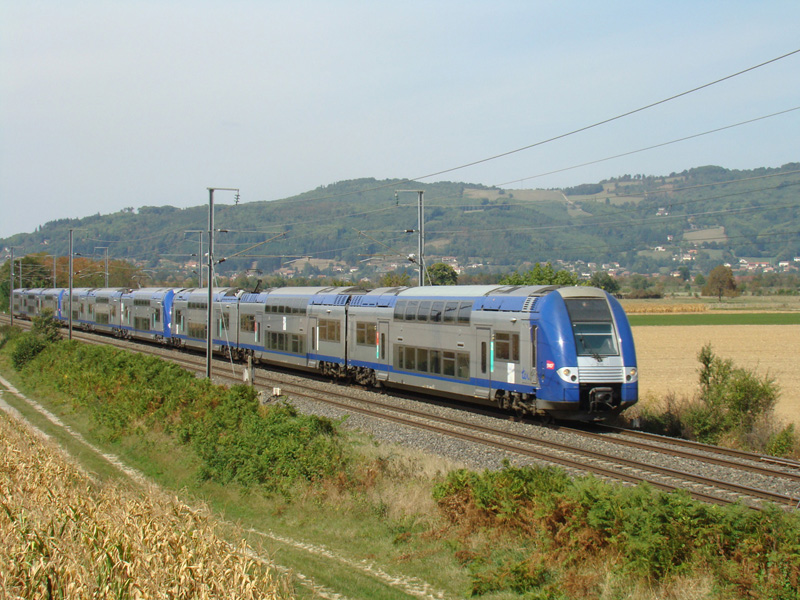
9両編成で走るZ24500形電車
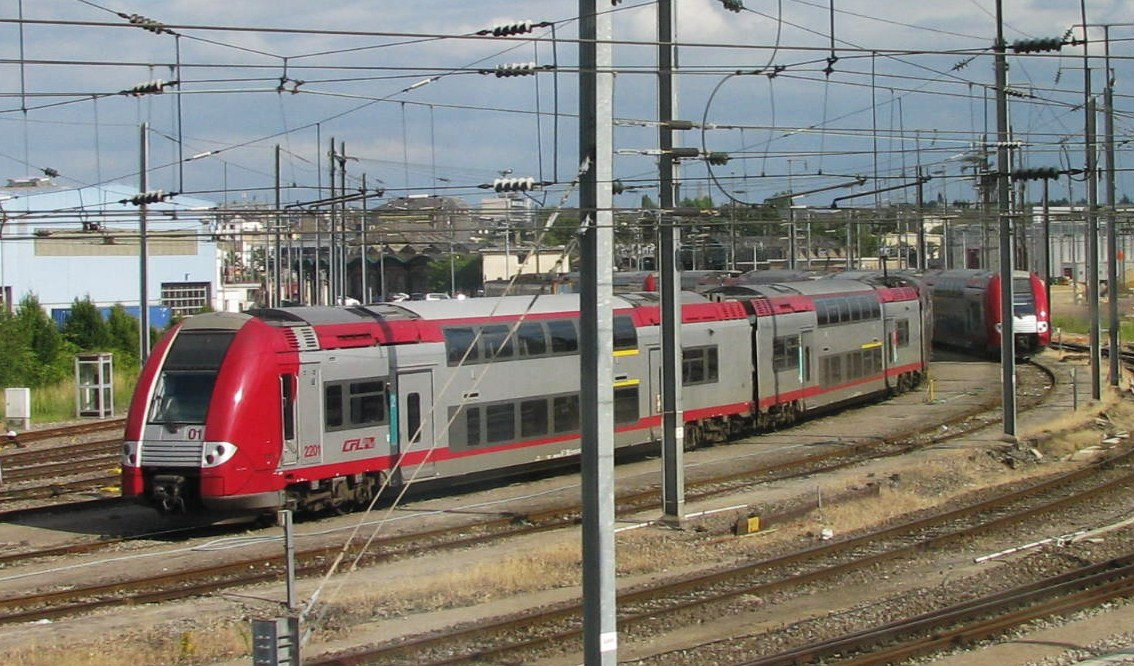
ルクセンブルク国鉄2200系電車
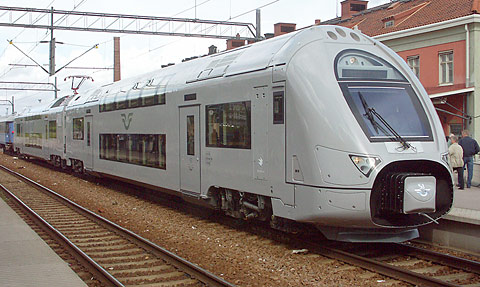
スウェーデン鉄道X40形電車

## コラディア・リント
コラディア・リント（Coradia LINT）は、ドイツのリンケ＝ホフマン（LHB）社が吸収したアルストムが継承し、アルストム・LHB社名義で1999年から展開している。「LINT」（リント）という名称はドイツ語の "Leichter Innovativer Nahverkehrstriebwagen" （「軽快で革新的な鉄道車両」の意）に由来する。ディーゼルエンジンはMTUフリードリヒスハーフェン製V型6気筒、駆動装置はフォイトかZFの変速機を搭載する。
LINT27
27m級車体の1両編成で、最大3両までの総括制御が可能。2つあるボギー台車のうち片方のみを315kwの出力で駆動する。ドイツ鉄道（DB）に対して640形気動車として納入され、ノルトライン＝ヴェストファーレン州内の非電化LRT路線を中心に運用されている。
LINT41
41m級車体の2車体連接車。中間の台車は連接式で付随台車、両端の2つのボギー台車が動力台車とし1台当たり315kw - 390kwで駆動する。ドイツの他、デンマークやオランダ東部でも使用されている。
LINT54
2011年から製造が始まった車両。LINT41と異なり、27m級車体の車両が2両編成を組むスタイルになっている。ドイツ鉄道には622形気動車として納入されている。
LINT81
2011年から製造が始まった車両。LINT54に中間車両を挟んだ編成となっている。ドイツ鉄道での形式名は620形気動車である。
iLint
LINT54をベースにした、水素をエネルギー源とする世界初の燃料電池車両。2016年のイノトランスで発表され、2017年12月からニーダーザクセン州の路線で運転を開始する予定であったが、実際の運航開始は2018年9月となった。

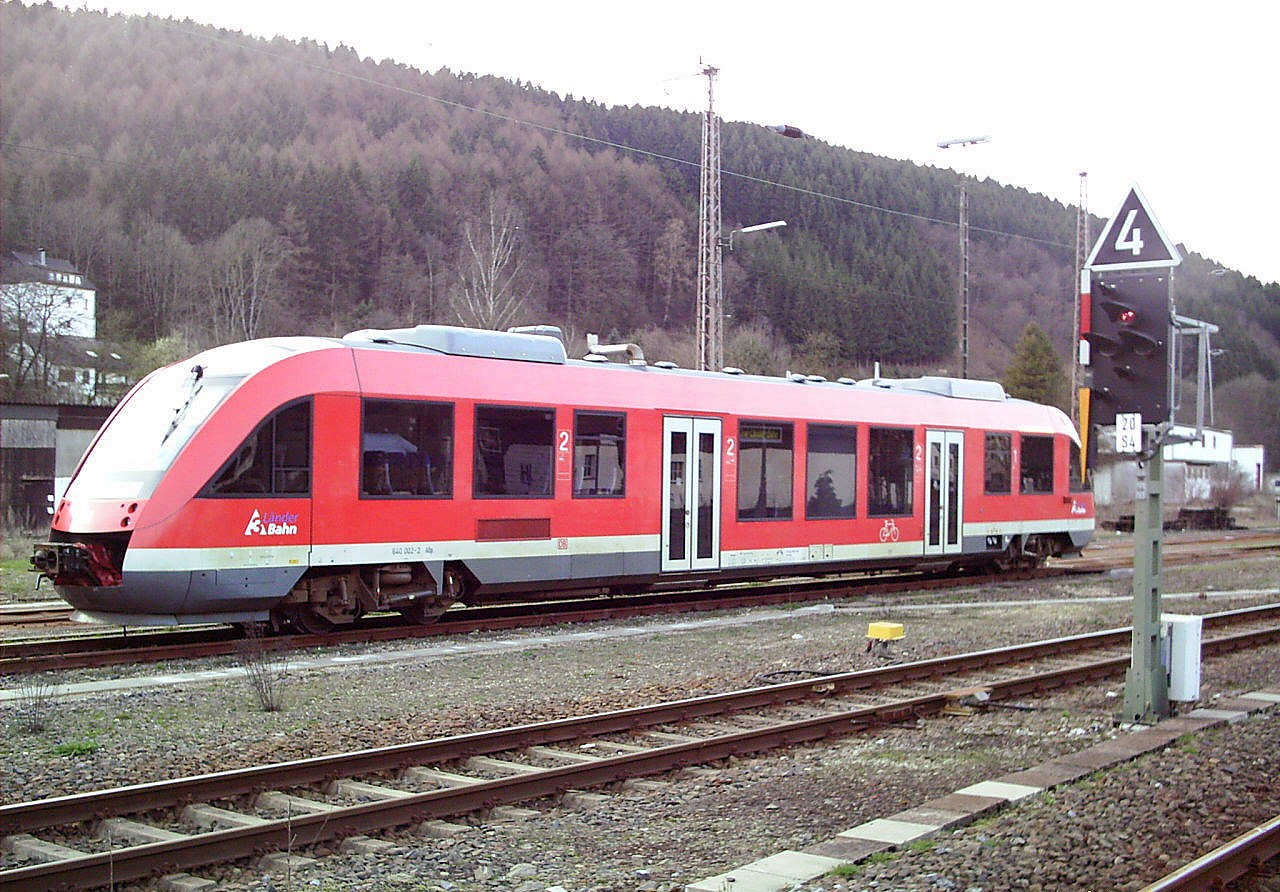
LINT 27 ドイツ鉄道640形気動車
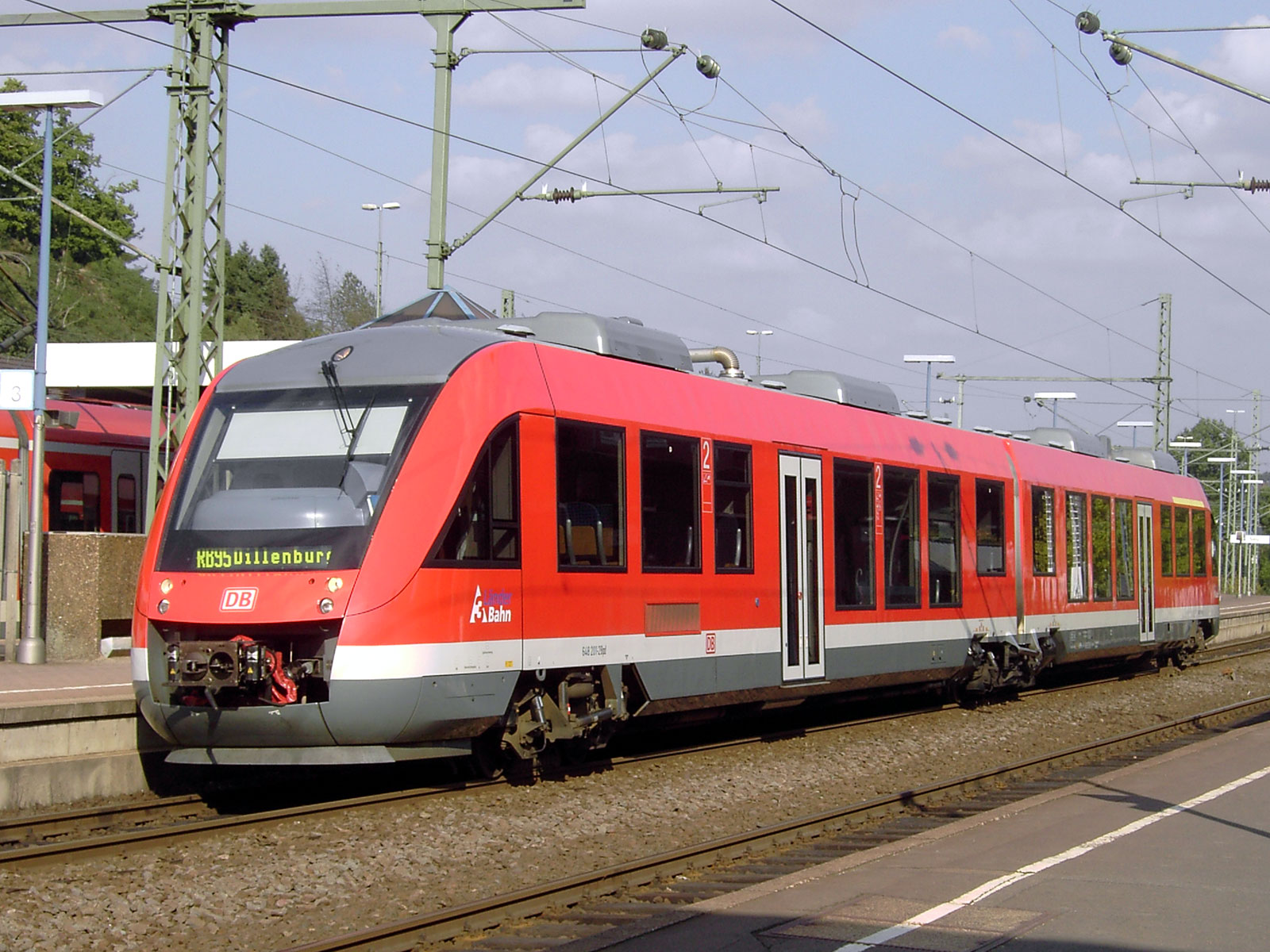
LINT 41 ドイツ鉄道648形気動車
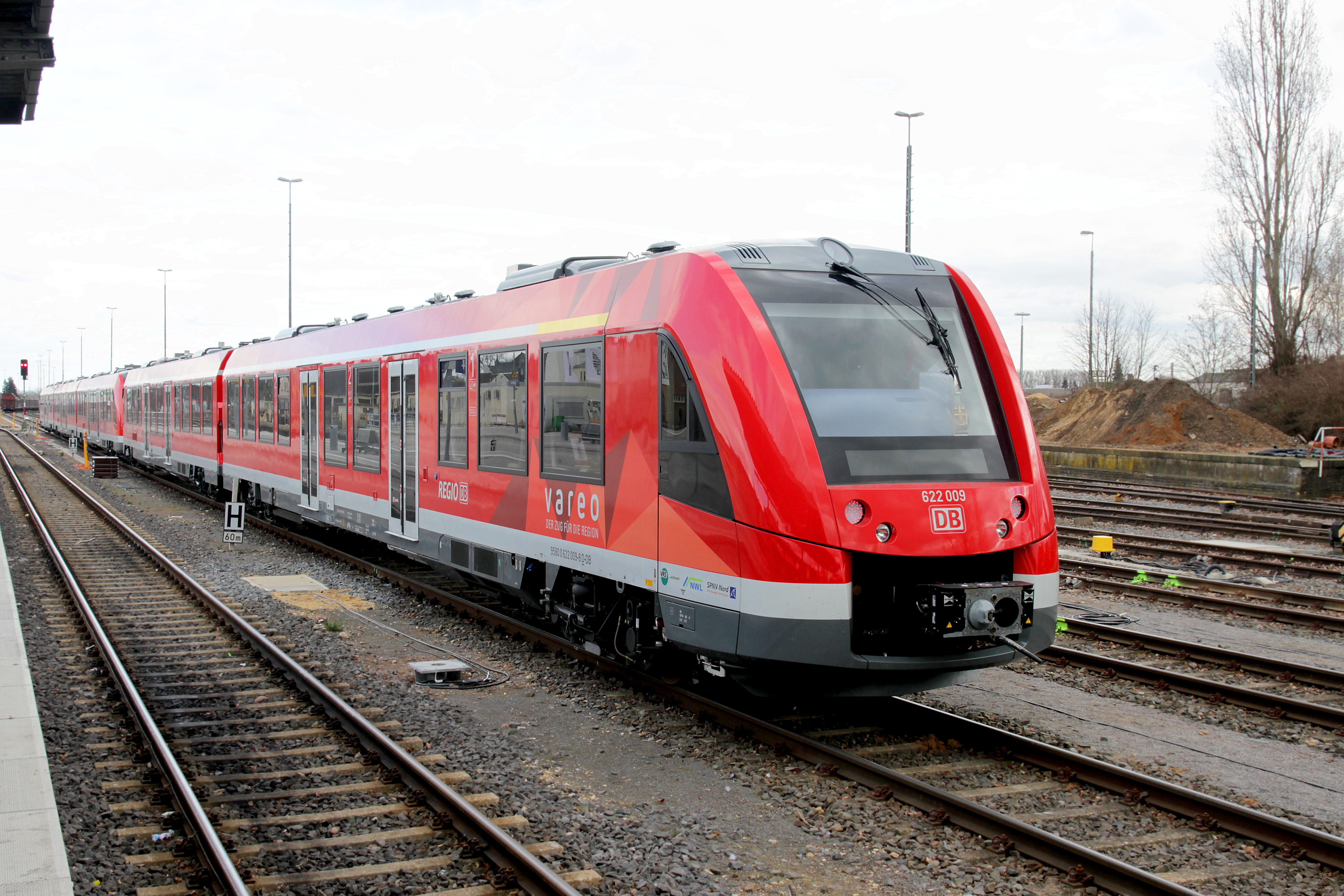
LINT 54 ドイツ鉄道622形気動車
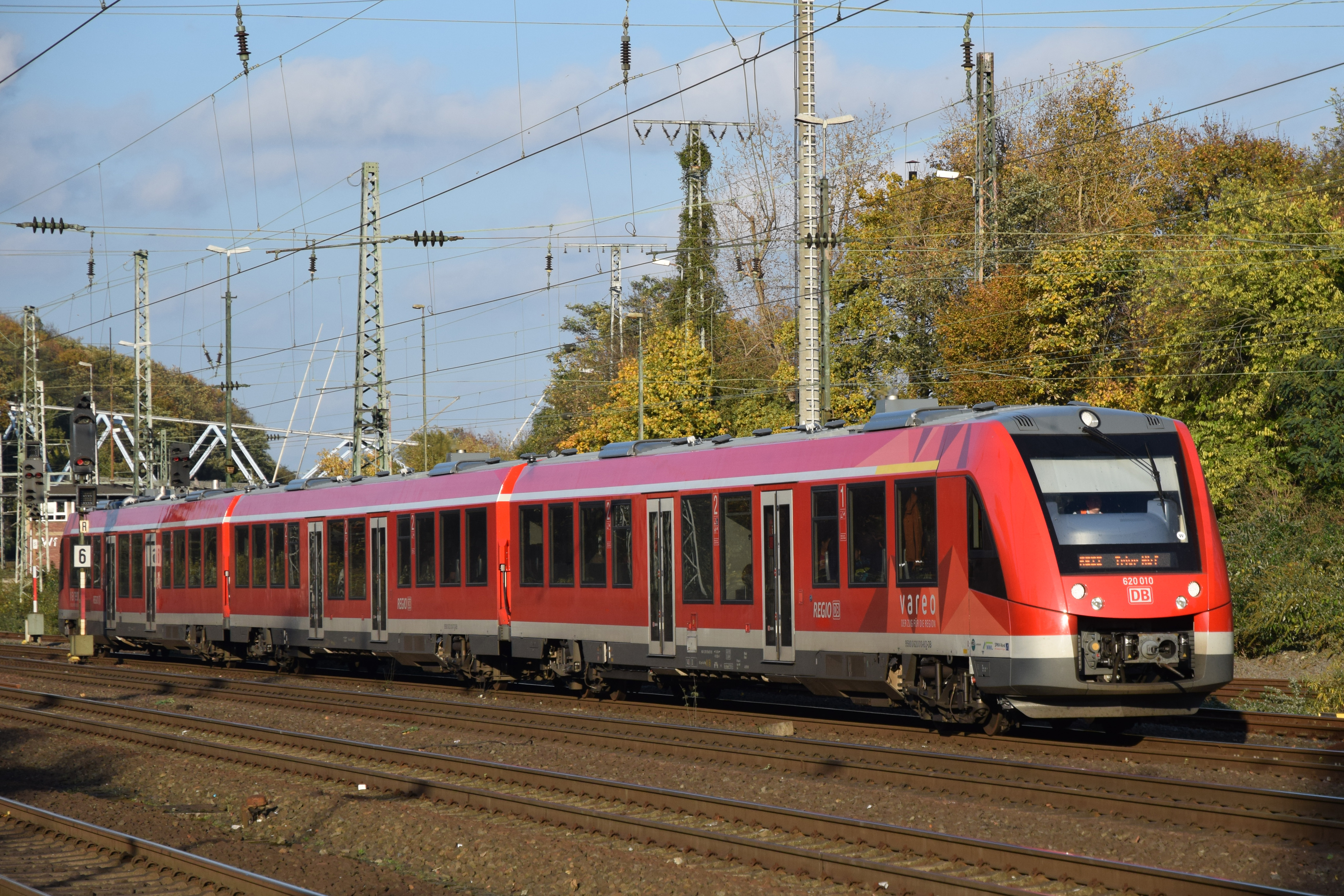
LINT 81 ドイツ鉄道620形気動車
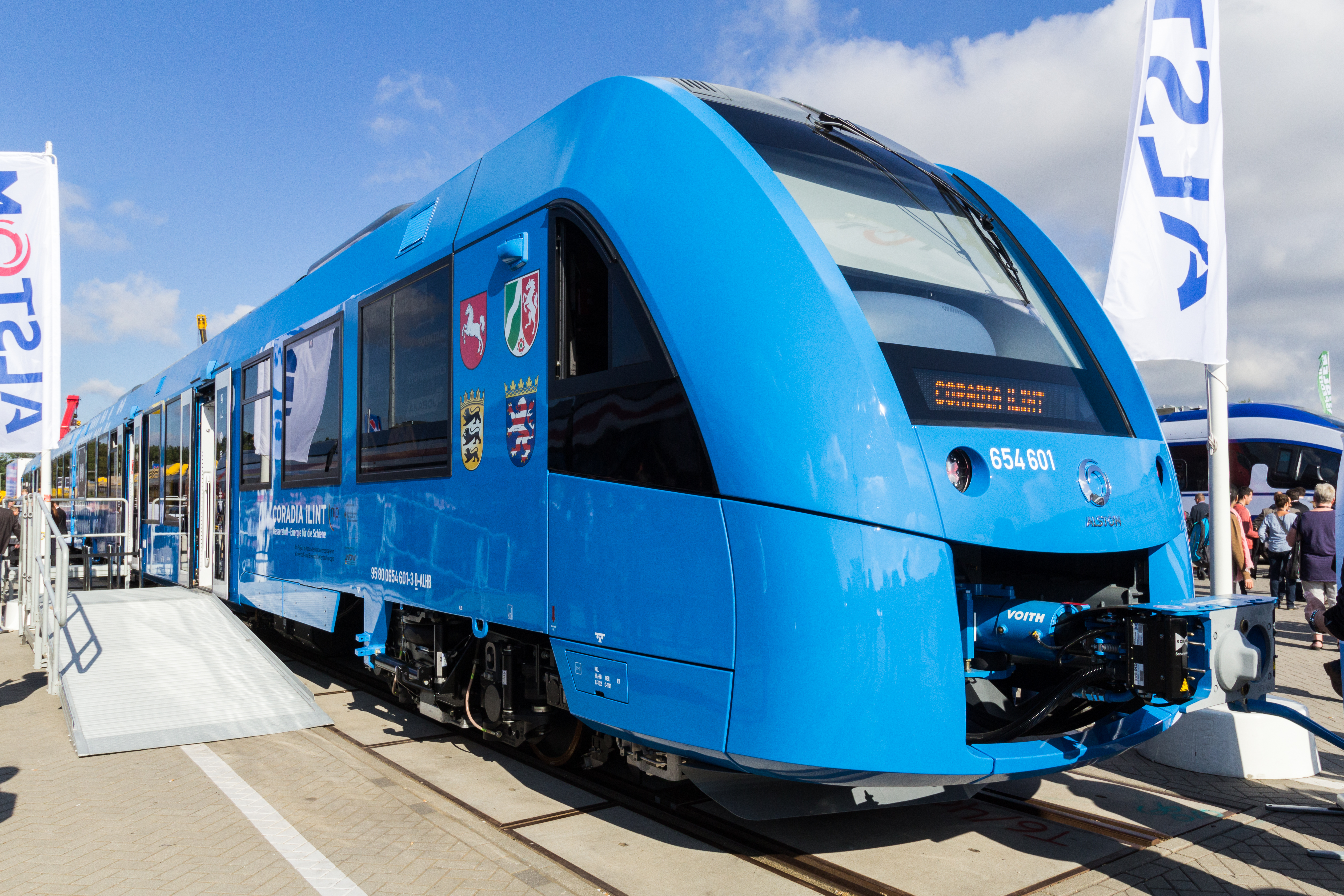
iLint
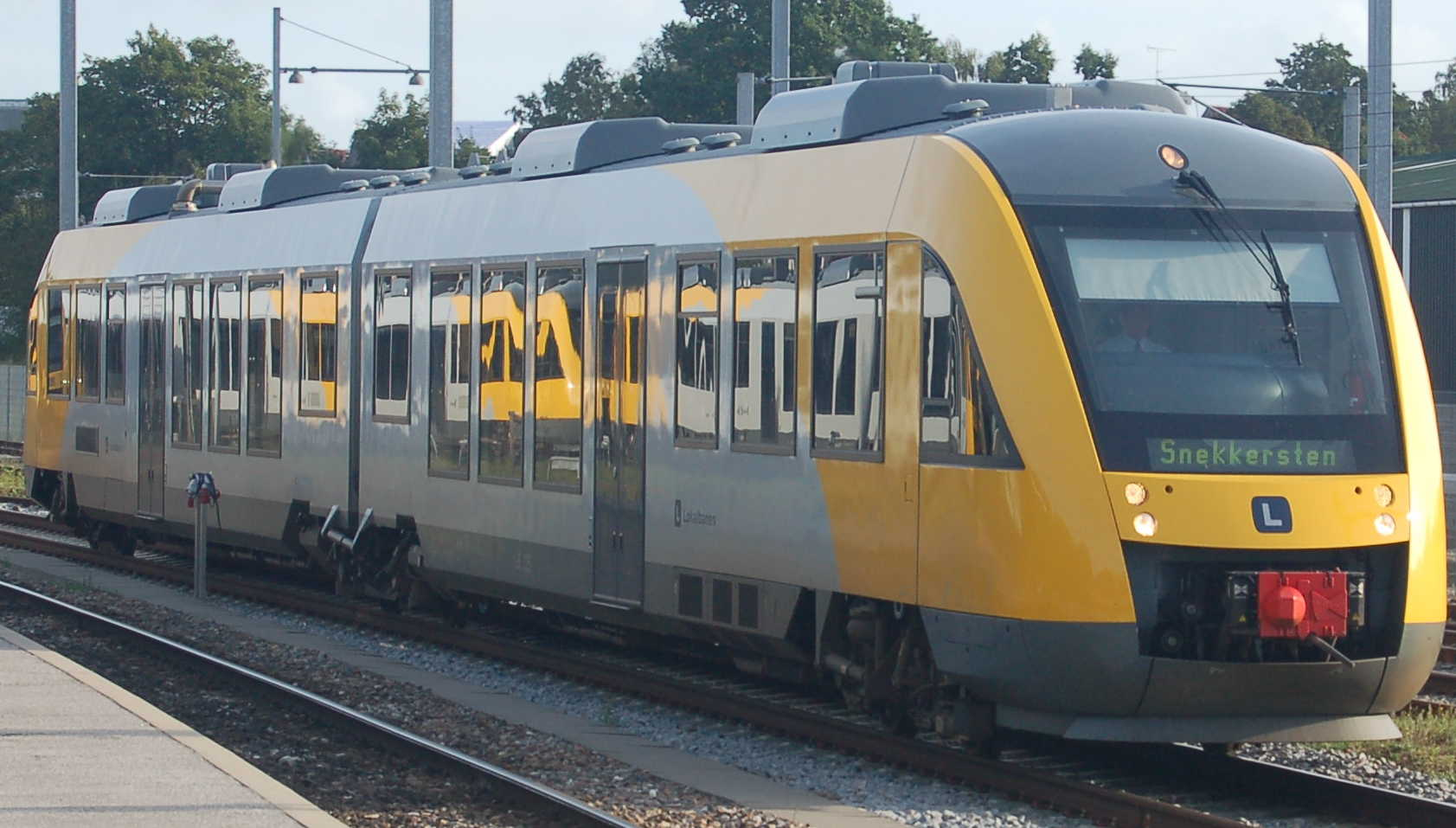
デンマークのLINT41
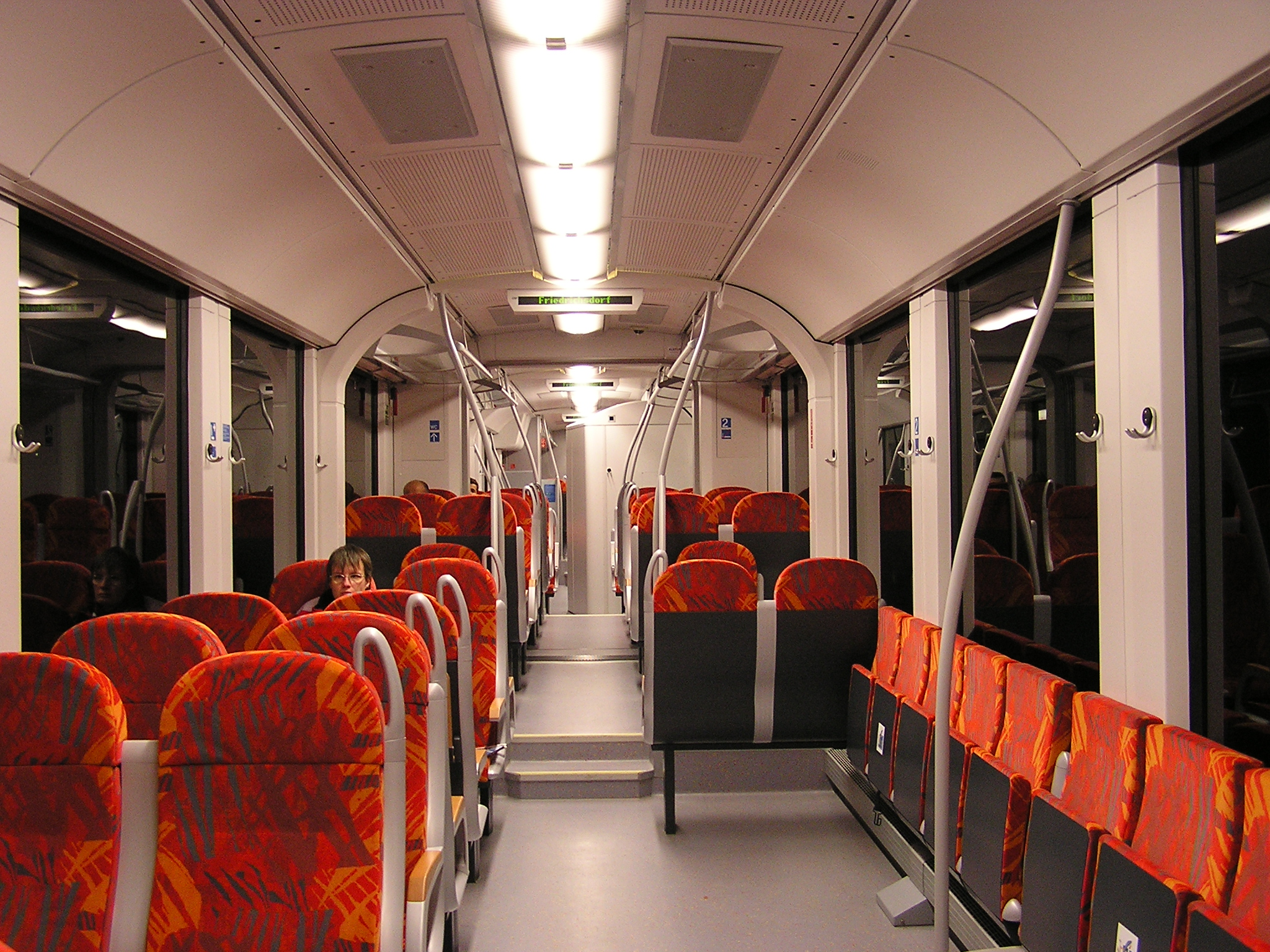
HLBのLINT41の車内。車内に段差があるのがわかる。

## コラディア・リレックス
コラディア・リレックス（Coradia LIREX）はモジュール化された低床車両シリーズである。試作車はドイツ鉄道（DB）との共同開発で2000年に製造された電気式気動車で、1軸車輪による100％低床化や、フライホイール・バッテリーの搭載によるハイブリッド化がなされており、ドイツ鉄道618形気動車として納入され、営業運転も行っている。LIREXという名称は英語の "Light Innovative Regional Express"（軽くて革新的な快速列車の意）に由来する。なお、リレックスのシリーズ名を使用した量産型車両は存在しないが、コラディア・ノルディック、コラディア・コンチネンタル、コラディア・ポリバントはリレックスの派生シリーズである。

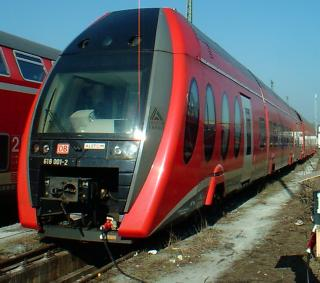
ドイツ鉄道618形気動車

## コラディア・メリディアン
コラディア・メリディアン（Coradia Meridian）はイタリア向けの車両。トレニタリアに納入された車両はMinuettoの愛称が付けられている。

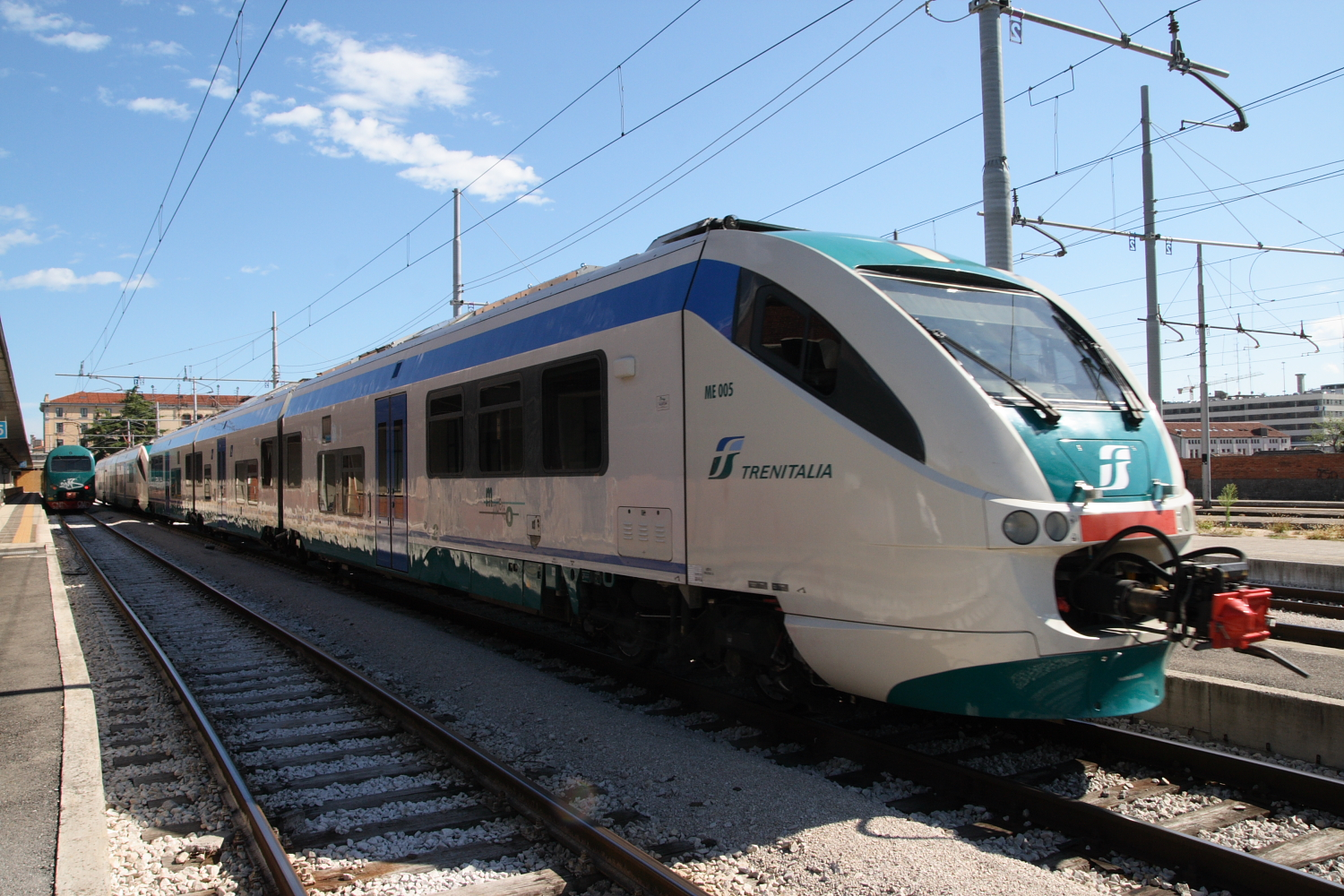
トレニタリアALe501形・Le220形・ALe502形電車
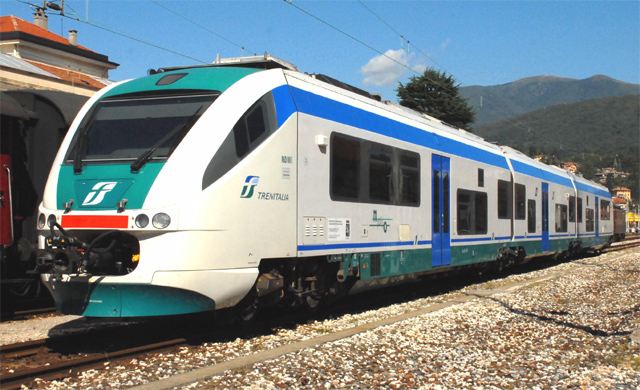
トレニタリアALn501形・Ln220形・ALn502形気動車

## コラディア・ノルディック
コラディア・ノルディック（Coradia Nordic）は前述のCoradia LIREXを基にスウェーデン・ストックホルム近郊で通勤電車を運営するストールストックホルムス・ロカールトラフィーク（SL）社向けに開発された。当初、同社ではボンバルディアのReginaを導入しようとし、実際に借り受けて試験運行してみたが加速性能とドアの幅に不満があったという。2002年に契約が締結。2005年からストールストックホルムス・ロカールトラフィークX60形電車として納入が開始された。派生形式として「X61形」と「X62形」がありいずれもスウェーデン各地の公営交通会社で運用されている。
車両は6両編成（X60）ないし4両編成（X61、X62）で連接台車方式を採用している。
この他にもスウェーデン国内で使われているCoradiaには空港アクセス用にX3、上記の「スウェーデン鉄道X40形電車」がある。

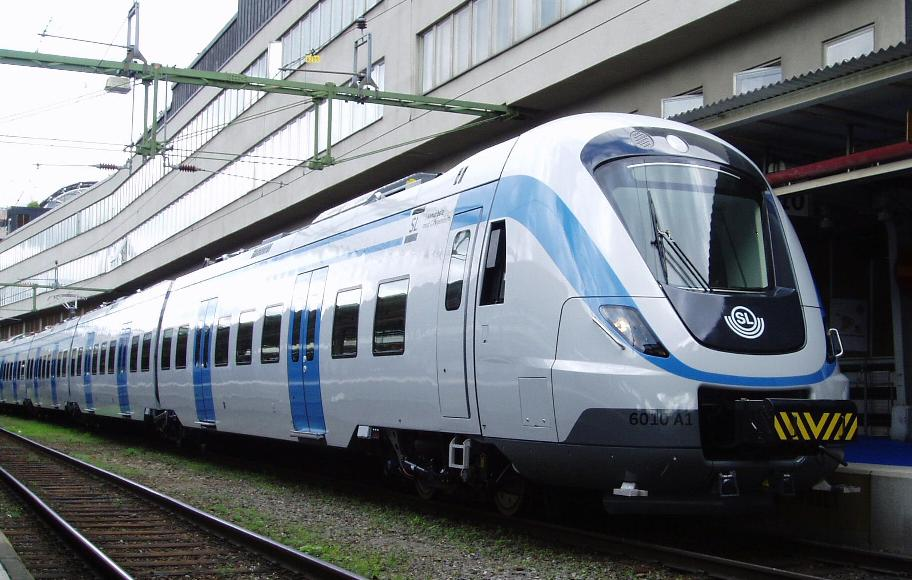
X60形電車

## コラディア・コンチネンタル
コラディア・コンチネンタル（Coradia Continental）は、前述のCoradia LIREXを基に開発された、ドイツなど中欧向けの車両。基本的な構造は上記のNordicと同様だが、丸みを帯びたNordicの車体と異なり直線的な車体になっている。
2008年から製造が開始され、ドイツ鉄道を始めとしたドイツ各地の鉄道事業者に納入されている。また2014年以降に製造される車両は欧州の鉄道設計規格であるEN 15227を採用し、前面にクラッシャブルゾーンを設置したデザインに改められている。

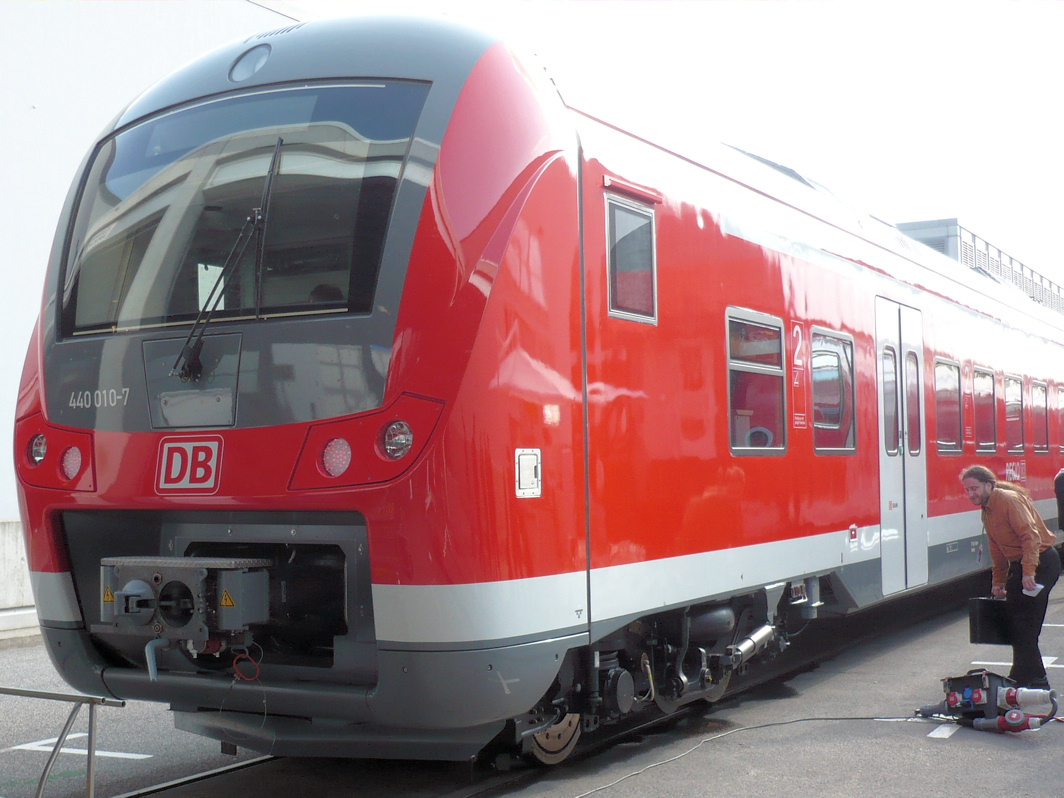
ドイツ鉄道440形電車
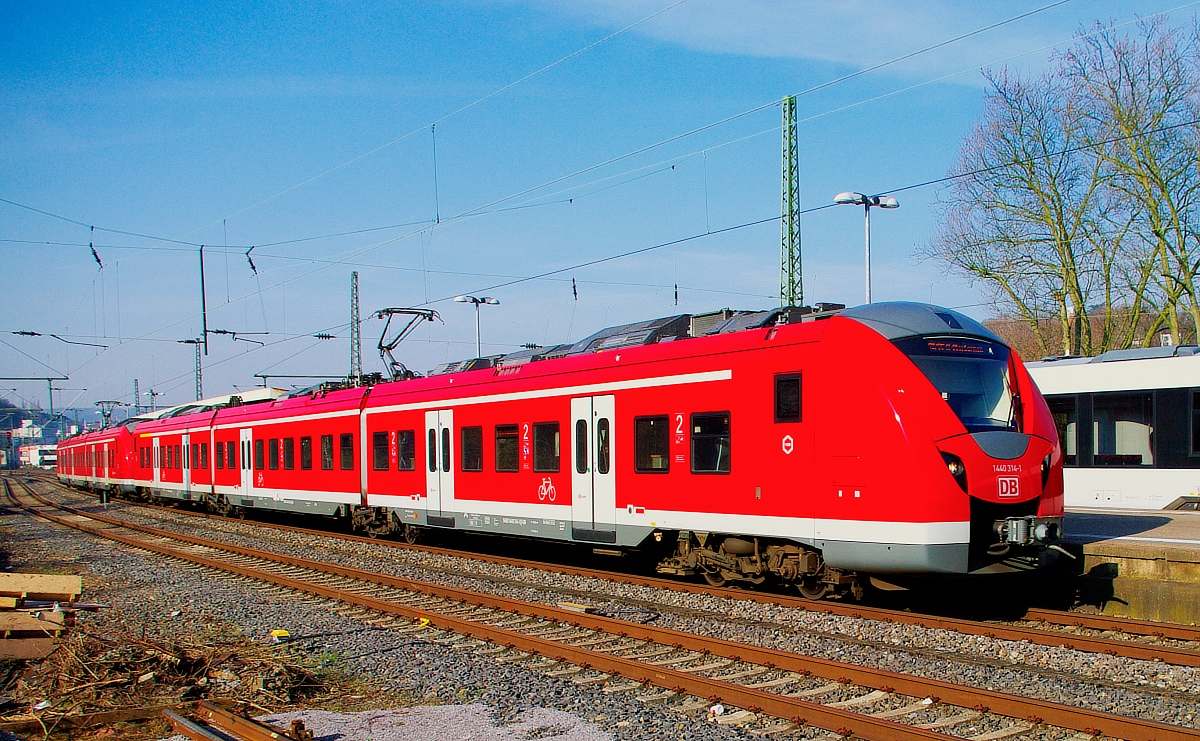
ドイツ鉄道1440形電車 前面にクラッシャブルゾーンが設けられている

## コラディア・ポリバレント
コラディア・ポリバレント（Coradia Polyvalent）は、2012年に発表された都市圏向け車両。ヨーロッパ各国の電圧に対応可能な仕様になっているほか、非電化区間でディーゼルエンジンによる自走が可能なバイモード車両仕様も選択可能である。
主な納入先であるフランス国鉄(SNCF)では「レジョリス」(Régiolis)の愛称がつけられている他、2017年以降セネガルのブレーズ・ジャーニュ国際空港への空港連絡鉄道向けにも製造される事が決定している。

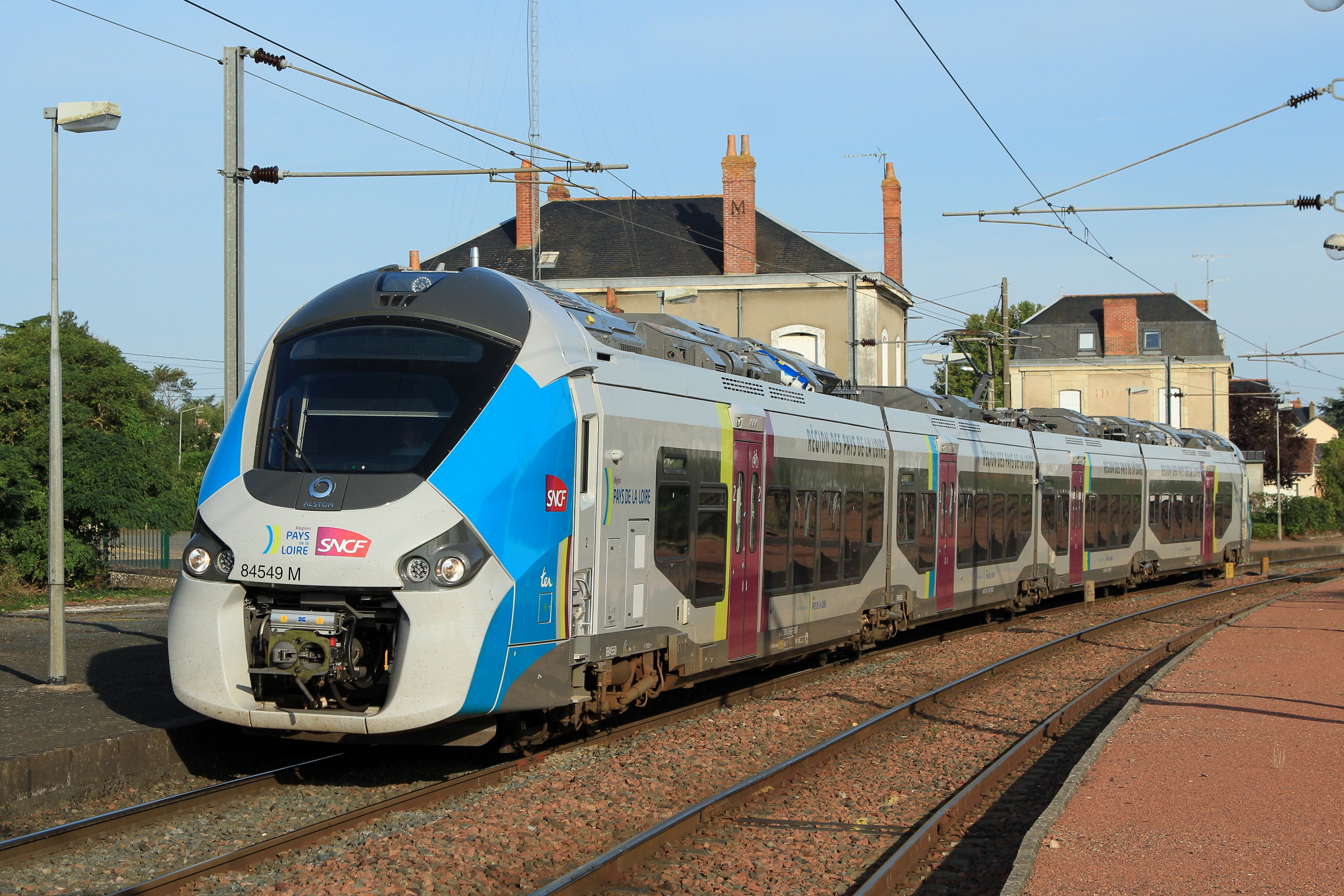
フランス国鉄B84500形バイモード車
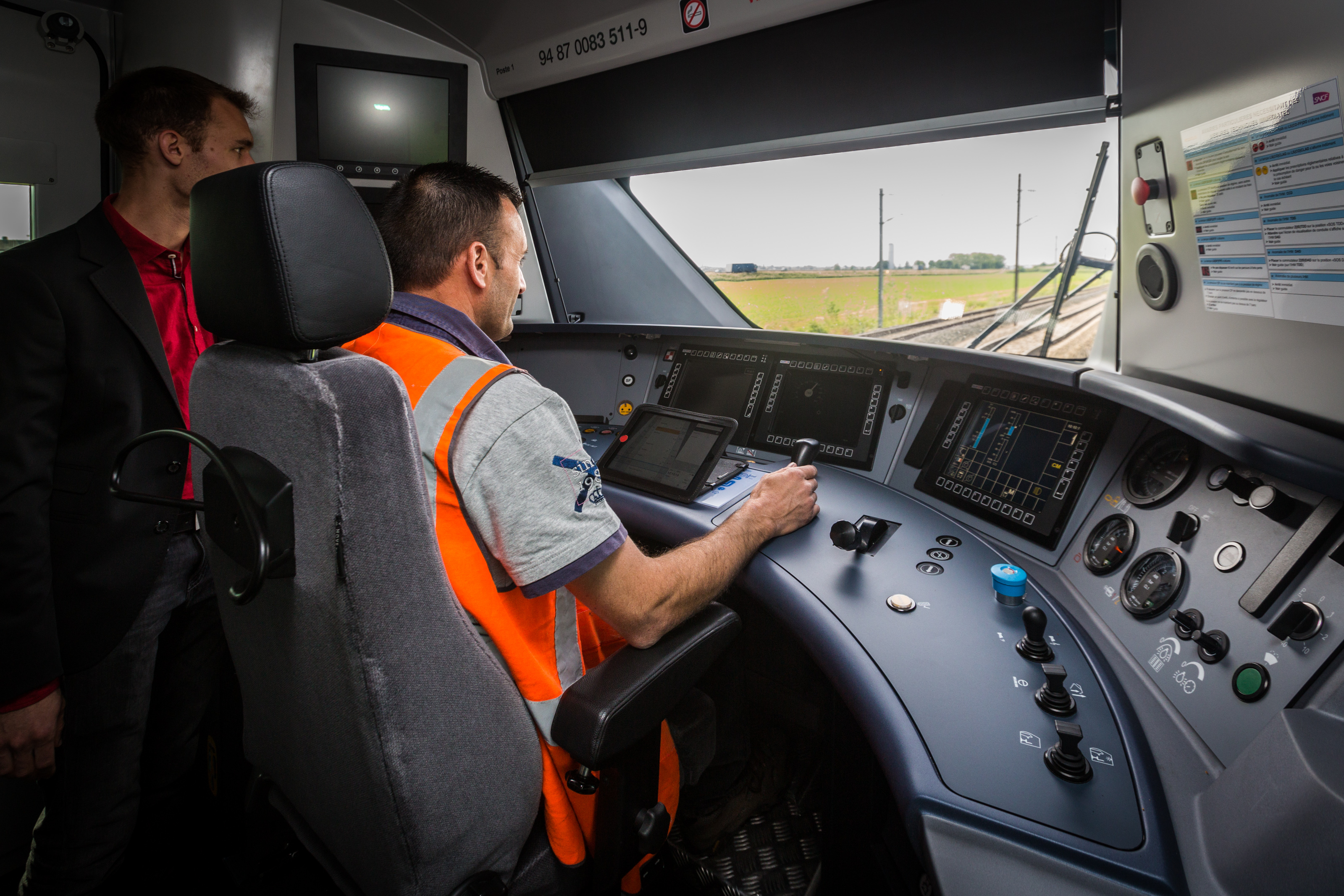
運転席の様子

## コラディア・ライナー
コラディア・ライナー（Coradia Liner）は都市圏輸送向けのCoradia Polyvalentとは異なり、長距離のインターシティ向けに製造されている車両。電化区間の他に非電化区間でディーゼルエンジンを使用して走行する事ができるバイモード車両である。
フランス国鉄にB85000形として納入されており、それまでアンテルシテ(Intercités)に用いられていた客車列車を順次置き換えている。

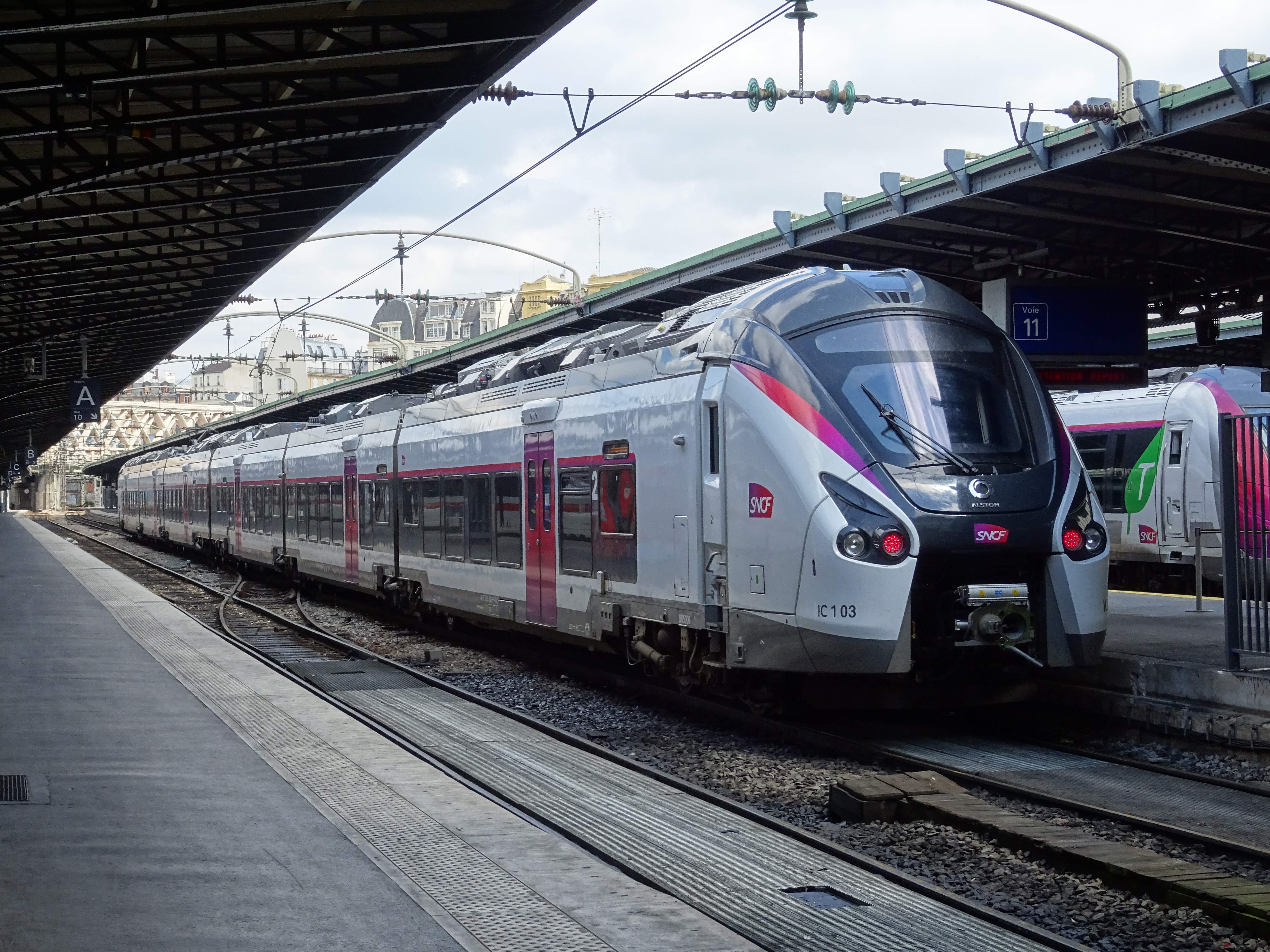
フランス国鉄B85000形バイモード車